# (5591) Koyo
(5591) Koyo es un asteroide perteneciente al cinturón de asteroides descubierto el 10 de noviembre de 1990 por Takeshi Urata desde el Observatorio de Nihondaira, Shimizu-ku, Japón.

## Designación y nombre
Designado provisionalmente como 1990 VF2. Fue nombrado Koyo en honor de Koyo Kawanishi, odontólogo que vive en la ciudad de Ako, Hyogo. Estuvo observando cometas y planetas menores usando su reflector casero de 0,20 m en su observatorio privado con su esposa Kumi y su hija Saki. Familiarizado con la electrónica y la mecánica, desarrolló su propia instrumentación CCD.

## Características orbitales
Koyo está situado a una distancia media del Sol de 2,780 ua, pudiendo alejarse hasta 3,021 ua y acercarse hasta 2,539 ua. Su excentricidad es 0,086 y la inclinación orbital 4,237 grados. Emplea 1693,11 días en completar una órbita alrededor del Sol.

## Características físicas
La magnitud absoluta de Koyo es 13,2. Tiene 17,075 km de diámetro y su albedo se estima en 0,038. Está asignado al tipo espectral Cb según la clasificación SMASSII.